# Jan Křesadlo
Jan Křesadlo, voornaamste pseudoniem van Václav Jaroslav Karel Pinkava (Praag, 9 december 1926 - Colchester, Groot-Brittannië, 13 augustus 1995) was een Tsjechische psycholoog die zich toelegde op het schrijven van romans en poëzie.